# Gaarland
Gaarland (Gronings Goarland, tegenwoordig soms vernederlandst tot Geerland)  is een gehucht in de gemeente Midden-Groningen in de Nederlandse provincie Groningen. Het ligt in het voormalige kerspel Siddeburen tussen dit dorp en Steendam en is ontstaan in de eerste helft van de negentiende eeuw. In 1900 waren er 20 huizen met 83 inwoners. Nu bestaat het gehucht bestaat uit een paar boerderijen en wat voormalige landarbeidershuisjes. Het gebied wordt begrensd door de Woldweg en het voormalige Gaar- of Geermaar. Op 19e-eeuwse topografische kaarten wordt abusievelijk ook het gebied ten oosten van het Gaarmaar tot het Gaarland gerekend.
De naam Gaarland bevat vermoedelijk de Oudfriese stam gāre, Nederlands geer, dat is 'spits toelopend land'. Eentueel zou het bestanddeel ga(d)er ('tegader, tezamen') ook op gemeenschappelijk gebruikt land kunnen slaan. De percelen die tussen het buurtje en het Afwateringskanaal van Duurswold liggen, lopen spits toe in de richting van het Gaarmaar. Dit Gaarmaar volgt een kilometerslange verkavelingslijn uit de vroege middeleeuwen, die begon bij de wierde van Marsum en doorliep tot de Sijpe.
Geerlandweg en Geermaar zijn nu straatnamen in Siddeburen.
Het toponiem Gaarland komt ook elders voor, onder andere in Winschoten en Scheemda en in de 17e eeuw te Noordbroeksterhamrik en Nieuwolda. Hieraan is de naam van de ontsluitingslaan Geereweg ontleend, die op zijn beurt zijn naam gaf aan het waterschap Geereweg en de Provinciale weg N362 (ook wel Gereweg genoemd). Bij Kolham lag de buurtschap Gaarveen. 